# Lex Aquilia
Lex Aquilia (traducible al castellano como Ley Aquilia) era la lex (ley) del derecho romano que establecía una indemnización a los propietarios de los bienes lesionados por culpa de alguien. 
En Chile tanto la doctrina como la jurisprudencia se suele referir como culpa aquiliana a la ocurrida en sede de Responsabilidad extracontractual.

## Disposiciones de la Lex Aquilia
La Lex Aquilia (en rigor, de un plebiscito llamado a voto por el Tribuno Aquilio) fue promulgada en el siglo III a. C., y aparece mencionada en el Digesto de Justiniano (D.9.2.1.1). Se refiere a los daños causados damnum iniuria datum, es decir, "daños causados ilegalmente", una especie de acto ilícito (o delito), aunque con diferencias de agravio como se conoce en los modernos sistemas de derecho común. Las disposiciones pertinentes se encontraban en los capítulos primero y tercero de la ley.
Sólo un subconjunto limitado de acciones de responsabilidad civil se incluyó en la ley promulgada. La primera sección indica que una persona que ilegalmente, o incorrectamente, asesina a los esclavos de otro hombre o el animal de rebaño (pecus) debe pagar al propietario el valor más alto que el esclavo o el animal tenía el año pasado.

Ut qui servum servamve alienum alienamve quadrupedem vel pecudem iniuria occiderit, quanti id in eo anno plurimi fuit, tantum aes dare domino damnas esto.

Si alguien asesina injustamente a otro hombre o mujer esclavo o un cuadrúpedo del rebaño de animales, será condenado a pagar al propietario lo más alto su valor fue en el año anterior.

El tercer capítulo se refiere a los ilícitos "quema, ruptura o corropimiento" (urere, frangere, rumpere), no sólo de los esclavos y ganado, sino también de otros bienes:

Ceterarum rerum praeter hominem et pecudem occisos si quis alteri damnum faxit, quod usserit fregerit ruperit iniuria, quanti ea res erit in diebus triginta proximis, tantum aes domino dare damnas esto.

En lo que respecta a otros daños diferentes del asesinato de esclavos o ganado, si alguien causa daño a otra persona, e ilegalmente quema, rompe o corrompe algo, será obligado a pagar al dueño el valor de la cosa en los siguientes 30 días.

La Lex Aquilia no podía obligar a un objeto de alquiler o de esclavos muertos o animal de rebaño ser reemplazado, sólo podría exigir una indemnización pecuniaria.